# Rubraea pudorina
Rubraea pudorina is een vlinder uit de familie van de Nymphalidae. De wetenschappelijke naam van de soort is voor het eerst voorgesteld als Acraea pudorina door Otto Staudinger in een publicatie uit 1885.
De soort komt voor in de savannes van Centraal- en Zuid-Kenia, en Noord-Tanzania.